# Погребищенська волость
Погребищенська волость — адміністративно-територіальна одиниця Бердичівського повіту Київської губернії з центром у містечку Погребище.
Станом на 1886 рік складалася з 4 поселень, 4 сільських громад. Населення — 8994 особи (4523 чоловічої статі та 4471 — жіночої), 928 дворових господарств.
|                     | Площа, десятин | У тому числі орної, десятин |
| ------------------- | -------------- | --------------------------- |
| Сільських громад    | 5918           | 5351                        |
| Приватної власності | 5268           | 3435                        |
| Іншої власності     | 245            | 149                         |
| Загалом             | 11431          | 8935                        |

Поселення волості:
- Погребище — колишнє власницьке містечко при річці Рось за 75 верст від повітового міста, 2515 осіб, 380 дворів, православна церква, католицький костел, синагога, 3 єврейських молитовних будинки, 2 постоялих будинки, 91 лавка, базари, 15 ярмарків на рік, водяний і 2 вітряних млини.
- Адамівка — колишнє власницьке село при річці Гноянці, 865 осіб, 110 дворів, православна церква та постоялий будинок.
- Гопчиця — колишнє власницьке село при річці Рось, 1938 осіб, 254 двори, православна церква, 2 постоялих будинки та винокурний завод.
- Павлове — колишнє власницьке село при річці Рось, 369 осіб, 49 дворів, православна церква та постоялий будинок.